# Babyloniënbroek

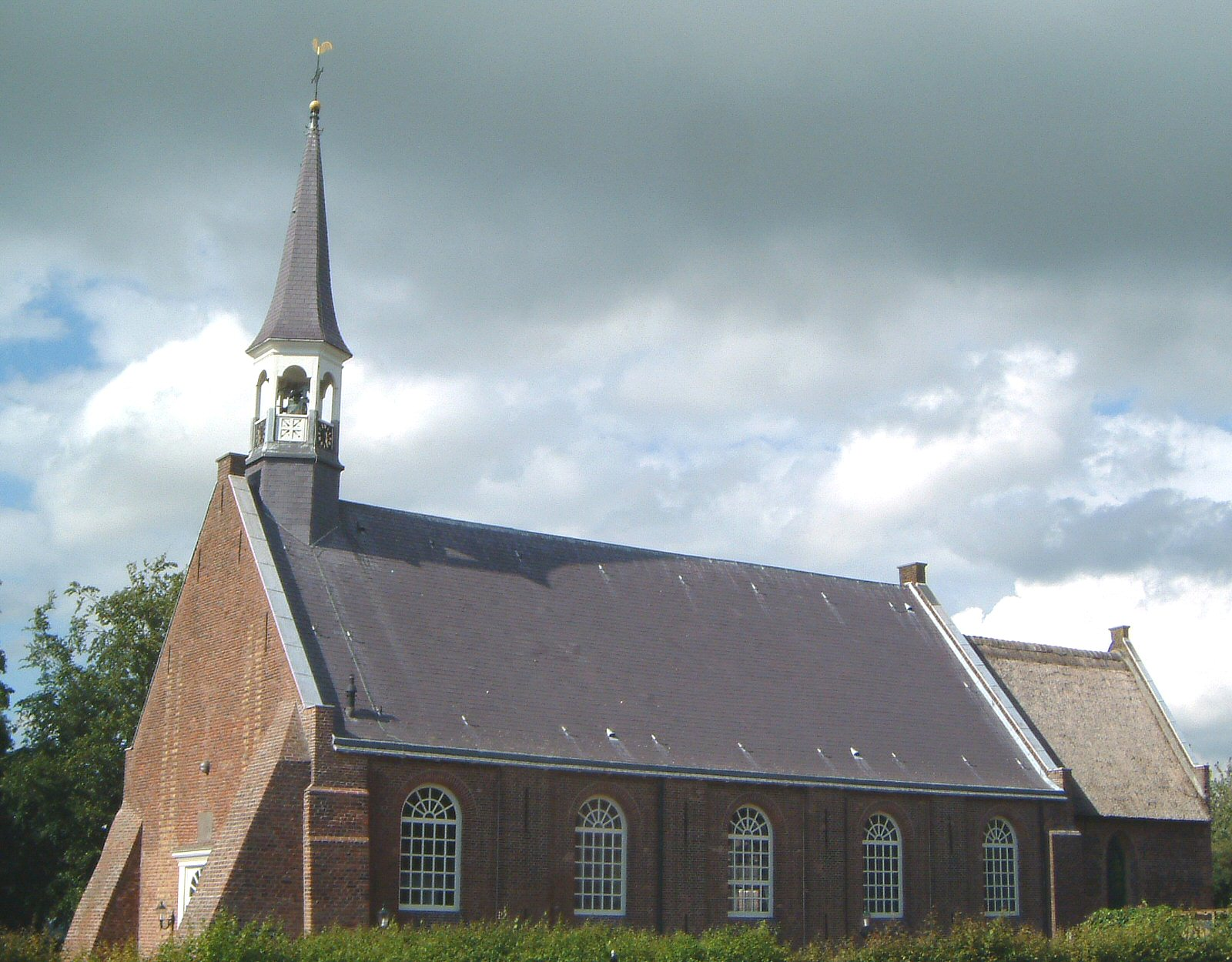
Hervormde kerk en De Korenschoof in 2007

Babyloniënbroek (Brabants: Broek) is een dorp  in de gemeente Altena in de Nederlandse provincie Noord-Brabant. Het telde 435 inwoners per 1 januari 2023.

## Toponymie
De opmerkelijke naam van het dorp zou zijn oorsprong vinden in de spreekwoordelijke Babylonische barbaarsheid van de bevolking, die de monniken die hier in de 8e en 9e eeuw het christendom en andere beschaving kwamen verspreiden aantroffen. Hun standplaats was waarschijnlijk Heusden. Schertsend zouden zij hun onderneming, een uithof, Villa Babylonia hebben gedoopt.

## Geschiedenis
Babyloniënbroek wordt voor het eerst vermeld in een document uit 1124, toen Andries van Cuijk, bisschop van Utrecht, het patronaatsrecht van de kerk van Wijk en Aalburg aan de Abdij van Sint-Truiden deed toekomen. Hierin was sprake van quae et Babilonia. In 1347 geeft Jan van Wijfliet heer van Baersvelt: oorkondt, dat hij van heer Jhan van Arkel, bisschop te Utrecht en van het Ghestichte van Utrecht, de halve tiende in Babyloniënbroek in leen ontvangen heeft. Ook in een handvest van 1403 is sprake van Babilonie broek.
Er bestaat een tekening door Cornelis van Hardenberg uit 1809 (in de collectie van de Atlas Van Stolk te Rotterdam), waarop te zien is hoe de dorpelingen schuilden onder de houten balken van de plaatselijke kapel ten tijde van de watersnood van 1809.
Babyloniënbroek was een ambachtsheerlijkheid behorend tot de benedendorpen van het Land van Heusden en leenplichtig aan Heusden. Sedert 1814 behoorde het tot de gemeente: Meeuwen, Hill en Babyloniënbroek. In 1908 werd de naam hiervan gewijzigd in: Meeuwen. Deze gemeente werd in 1923 toegevoegd aan de gemeente Eethen, welke in 1973 opging in de gemeente Aalburg.
Het bestaat uit één straat, de Broeksestraat, die bij een sloot overgaat in de Hillsestraat. De Hill is een buurtschap, die op iets hogere grond gelegen is. Vanaf de jaren 60 zijn er meerdere woningen tussen de weilanden bijgebouwd waardoor volgens sommigen inmiddels sprake is van een bebouwde kom.

## Bezienswaardigheden
- Het Slotje van Babyloniënbroek, nabij Broeksestraat 13, is een gebouwtje uit 1609 met resten van een ouder gebouw, waar de heren van Babyloniënbroek hebben gewoond en wat mogelijk ook een uithof van de Abdij van Berne geweest is.
- De Hervormde Kerk, met bijgebouw De Korenschoof, aan Broeksestraat 7, is een van oorsprong middeleeuws gebouw. Het vierkante, rietgedekte koor stamt uit de 14e eeuw. In 1664 werd het eenbeukige schip herbouwd. Dit is breder dan het koor en voorzien van rondboogvensters en pilasters. Muurresten van de middeleeuwse kerk zijn nog in het schip aanwezig. Het dak is bekroond met een dakruiter die een spitse toren heeft. In het interieur vindt men een houten tongewelf. De eikenhouten kansel stamt uit 1631 en ook is er een memoriebord uit 1806. Het orgel is in 1904 gebouwd door N.W. van Mechelen uit Rotterdam. Sommige pijpen in het binnenwerk werden overgenomen van een orgel uit Hooge Zwaluwe. Achter de kerk is een begraafplaats en naast de kerk bevinden zich de 19e-eeuwse pastorie en een oude appelboomgaard.
- Diverse boerderijen, onder meer van het Altenase dwarsdeeltype, aan de Broeksestraat en de Hillsestraat.

## Natuur en landschap
Babyloniënbroek ligt te midden van, door de ruilverkaveling van de jaren 60 van de 20e eeuw ontstaan, grootschalig landbouwgebied. Het dorp beschikt ook over een visvijver, die in de winter wordt gebruikt als ijsbaan. Het wordt ook de Put genoemd. De kleigrond ervan werd omstreeks 1970 dieper uitgegraven en de vrijkomende klei werd gebruikt voor het dempen van sloten in de omgeving in het kader van de toen plaatsvindende grote ruilverkaveling.
Ten noorden van Babyloniënbroek bevindt zich het natuurgebied Het Pompveld. Hier bevindt zich een oude eendenkooi, die incidenteel bezichtigd kan worden.

## Voorzieningen
Babyloniënbroek beschikt over een basisschool, Den Biekûrf genaamd.
Hoofdplaats: Almkerk
Stad: Woudrichem      
Dorpen: Andel · Babyloniënbroek · Drongelen · Dussen · Eethen · Genderen · Giessen · Hank · Meeuwen · Nieuwendijk · Rijswijk · Sleeuwijk · Uitwijk · Veen · Waardhuizen · Werkendam · Wijk en Aalburg

Buurtschappen: Bronkhorst · Buurtje · De Baan · De Hoef · Duizend Morgen · Eng · Hill · Hoekeinde · Keizersveer · Kerkeinde · Kievitswaard · Kille · Korn · Moleneind · Oudendijk · Peerenboom · Schans · Spijk · Stenenheul · Steurgat · Uppel · Vierbannen · Vijcie · 't Zand · Zandwijk

Verdwenen plaatsen: Aartswaarde · Almonde · Eemkerk · Emmikhoven · Gansoyen · Hagoort · Honswijk · Munsterkerk · Muilkerk

Noord-Brabant: Steden en dorpen in Noord-Brabant      Nederland: Provincies · Gemeenten